# Soliloquio
Il soliloquio (dal latino solus "solo" e loquor "parlare") è spesso usato in una situazione drammatica, quando il personaggio si riferisce ai pensieri e ai sentimenti di sé stesso oppure parla di fronte ad un pubblico senza affrontare uno degli altri personaggi e viene fatto spesso quando si è soli o si pensa di essere soli. È distinto dal monologo. 
I soliloqui sono usati di frequente nei drammi poetici. I drammi in prosa tendono ad usare uno stile più realistico e raramente si hanno dei soliloqui. Le commedie di William Shakespeare sono spesso caratterizzate da soliloqui.